# Nancy Moran
Nancy Ann Moran (geboren am 21. Dezember 1954 in Dallas, Texas) ist eine amerikanische Evolutionsbiologin, Mikrobiologin, Insektenphysiologin und Bienenforscherin. Sie ist Professorin für Ökologie und Evolutionsbiologie an der University of Texas at Austin und Mitbegründerin des Yale Microbial Diversity Institute.

## Leben und Werk

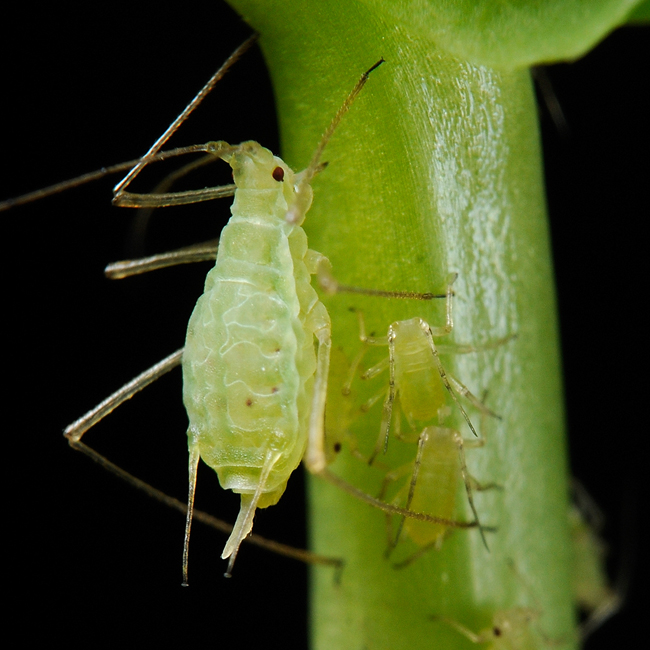
An der Yale University arbeitete Moran vor allem an der Erbsenlaus (Acyrthosiphon pisum) und ihren Symbionten

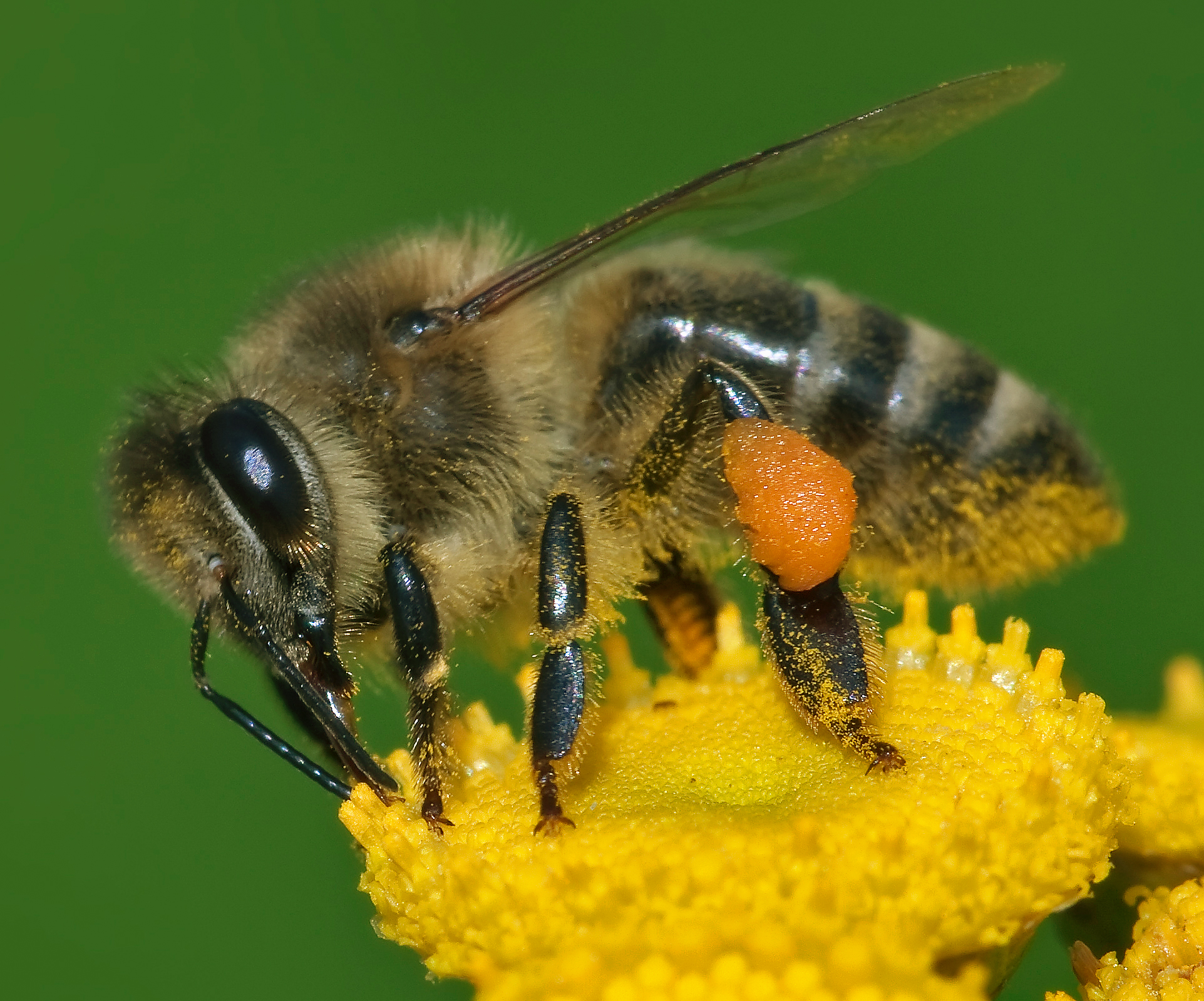
Seit einigen Jahren arbeitet Moran verstärkt mit Honigbienen

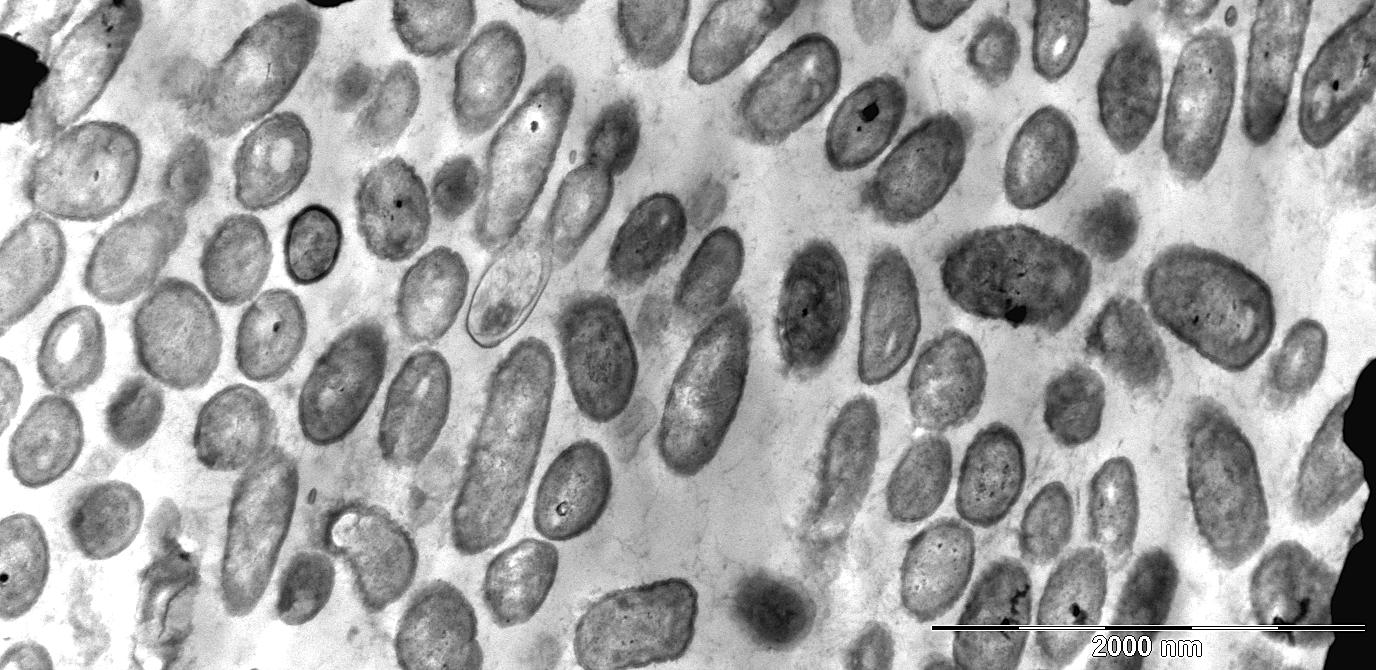
2012 beschrieb sie gemeinsam mit Waldan K. Kwong die Zusammensetzung der Darmflora der Honigbiene und dabei die beiden Bakterienarten Gilliamella apicola und Snodgrassella alvi (Bild).

### Wissenschaftliche Laufbahn
Nancy A. Moran begann 1972 ihr Grundstudium an der University of Texas. Sie begann als Kunststudentin und wechselte später zur Philosophie. Für eine Wahlpflichtveranstaltung wählte sie eine Einführung in Biologie, wodurch sich ihr Interesse an Biologie entwickelte. Während eines Projektes ihres Abschlussjahres am College beschäftigte sie sich mit dem Thema Tierverhalten, wodurch sie die Möglichkeit hatte, unabhängige Forschung zu betreiben und ihr Interesse an Evolution und Verhalten zu verfestigen. Sie bewarb sich an der Graduate School und landete an der University of Michigan, wo sie bei W.D. Hamilton und Richard D. Alexander studierte.
Moran machte 1976 ihren Bachelor-Abschluss an der University of Texas in Biologie, 1978 ihren Master-Abschluss an der University of Michigan und 1982 wurde sie ebenfalls an der University of Michigan in Zoologie promoviert. 1984 war sie Fellow der National Academy of Sciences in der Tschechoslowakei und von 1984 bis 1986 absolvierte sie ihr Postdoc-Stipendium an der Northern Arizona University. Von 1986 bis 2010 war sie Forschungsprofessorin an der University of Arizona und von 2010 bis 2013 an der Yale University. Hier war sie Professorin des William-H.-Fleming-Lehrstuhls und konzentrierte sich auf die Erbsenlaus (Acyrthosiphon pisum) und ihre bakteriellen Symbionten. 2013 kehrte sie als Professorin an die University of Texas at Austin zurück, wo sie sich weiterhin an der Erforschung bakterieller Symbionten bei Blattläusen, Bienen und anderen Insekten konzentriert. Von 2014 bis 2017 besetzte sie den Leslie-Surginer-Lehrstuhl und seit 2018 den Warren J.-and-Viola-Mae-Raymer-Lehrstuhl der Universität als Professorin für Ökologie und Evolutionsbiologie.

### Forschungsschwerpunkte
Nancy A. Moran konzentriert sich in ihrer Forschungstätigkeit auf die Erforschung der Interaktionen von Mikroorganismen und Insekten. Dabei arbeitet sie gemeinsam mit ihrer Arbeitsgruppe an der Zusammensetzung, Evolution, Interaktion und Wirkung verschiedener Mikrobiome. Während sie sich ursprünglich vor allem auf die Forschung an Blattläusen und ihre Symbionten konzentrierte, beschäftigt sie sich in den letzten Jahren verstärkt mit der Darmflora von Honigbienen und anderen Insekten. 2012 analysierte sie gemeinsam mit Waldan K. Kwong die Zusammensetzung der Darmflora und beschrieb dabei die beiden Bakterienarten Gilliamella apicola und Snodgrassella alvi sowie deren Interaktionen im Bienendarm.

## Auszeichnungen
Nancy A. Moran erhielt für ihre Forschungsarbeit zahlreiche Auszeichnungen, darunter:
- 1988: American Society of Naturalists President's Award
- 1997: MacArthur Fellows Program
- 2001: University of Arizona Regents' Professor
- 2004: Mitglied der American Academy of Microbiology
- 2004: Mitglied der National Academy of Sciences
- 2006: Galileo Circle Faculty Fellow, College of Science, University of Arizona
- 2006: Mitglied der American Academy of Arts and Sciences
- 2007: Fellow der American Association for the Advancement of Science
- 2008: University of Arizona Amumni Association Extraordinary Faculty Award
- 2010: International Prize for Biology
- 2012: Mitglied der Connecticut Academy of Science and Engineering
- 2014: James Tiedje Award for lifetime contribution in Microbial Ecology (International Society for Microbial Ecology)
- 2023: Selman A. Waksman Award in Microbiology

## Veröffentlichungen (Auswahl)
Nancy A. Moran veröffentlicht regelmäßig Fachbeiträge zu ihren Forschungstätigkeiten in wissenschaftlichen Zeitschriften, darunter
- W. D. Hamilton, P. A. Henderson, N. A. Moran: Fluctuations of environment and coevolved antagonist polymorphism as factors in the maintenance of sex.. In: R. D. Alexander, D. W. Tinkle: Natural Selection and Social Behavior: Recent Research and New Theory. Chiron Press, New York 1980; S. 363–382.
- N. A. Moran: A 48-Million-Year-Old Aphid--Host Plant Association and Complex Life Cycle: Biogeographic Evidence. In: Science. 245. Jahrgang, Nr. 4914, 1989, S. 173–175, doi:10.1126/science.245.4914.173, PMID 17787877.
- M. A. Munson, P. Baumann, M. A. Clark, L. Baumann, N. A. Moran, D. J. Voegtlin, B. C. Campbell: Evidence for the establishment of aphid-eubacterium endosymbiosis in an ancestor of four aphid families. In: Journal of Bacteriology. 173. Jahrgang, Nr. 20, 1991, S. 6321–6324, PMID 1917864, PMC 208962 (freier Volltext).
- N. A. Moran: Accelerated evolution and Muller's rachet in endosymbiotic bacteria. In: Proceedings of the National Academy of Sciences of the United States of America. 93. Jahrgang, Nr. 7, 1996, S. 2873–2878, doi:10.1073/pnas.93.7.2873, PMID 8610134, PMC 39726 (freier Volltext).
- K. M. Oliver, J. A. Russell, N. A. Moran, M. S. Hunter: Facultative bacterial symbionts in aphids confer resistance to parasitic wasps. In: Proceedings of the National Academy of Sciences. 100. Jahrgang, Nr. 4, 2003, S. 1803–1807, doi:10.1073/pnas.0335320100, PMID 12563031, PMC 149914 (freier Volltext).
- C. Dale, G. R. Plague, B. Wang, H. Ochman, N. A. Moran: Type III secretion systems and the evolution of mutualistic endosymbiosis. In: Proceedings of the National Academy of Sciences. 99. Jahrgang, Nr. 19, 2002, S. 12397–12402, doi:10.1073/pnas.182213299, PMC 129456 (freier Volltext).
- V. Daubin, N. A. Moran, H. Ochman: Phylogenetics and the Cohesion of Bacterial Genomes. In: Science. 301. Jahrgang, Nr. 5634, 2003, S. 829–832, doi:10.1126/science.1086568, PMID 12907801.
- K. M. Oliver, N. A. Moran, M. S. Hunter: Variation in resistance to parasitism in aphids is due to symbionts not host genotype. In: Proceedings of the National Academy of Sciences. 102. Jahrgang, Nr. 36, 2005, S. 12795–12800, doi:10.1073/pnas.0506131102, PMC 1200300 (freier Volltext).
- N. A. Moran, P. H. Degnan, S. R. Santos, H. E. Dunbar, H. Ochman: Inaugural Article: The players in a mutualistic symbiosis: Insects, bacteria, viruses, and virulence genes. In: Proceedings of the National Academy of Sciences. 102. Jahrgang, Nr. 47, 2005, S. 16919–16926, doi:10.1073/pnas.0507029102, PMC 1287993 (freier Volltext).
- Waldan K. Kwong, Nancy A. Moran: Cultivation and characterization of the gut symbionts of honey bees and bumble bees: description of Snodgrassella alvi gen. nov., sp. nov., a member of the family Neisseriaceae of the Betaproteobacteria, and Gilliamella apicola gen. nov., sp. nov., a member of Orbaceae fam. nov., Orbales ord. nov., a sister taxon to the order 'Enterobacteriales' of the Gammaproteobacteria. International Journal of Systematic and Evolutionary Microbiology, Band 63, 6, 5. Oktober 2012, doi:10.1099/IJS.0.044875-0.
- Waldan K. Kwong, Philipp Engel, Hauke Koch, Nancy A. Moran: Genomics and host specialization of honey bee and bumble bee gut symbionts. Proceedings of the National Academy of Sciences 111 (31), 5. August 2014; S. 11509–11514. doi:10.1073/pnas.1405838111.
- Waldan K. Kwong, Nancy A. Moran: Gut microbial communities of social bees. Nature Reviews Microbiology 14, 2016; S. 374–384. doi:10.1038/nrmicro.2016.43.
- Waldan K. Kwong, Hao Zheng, Nancy A. Moran: Convergent evolution of a modified, acetate-driven TCA cycle in bacteria. Nature Microbiology 2, 2017; Artikel 17067. doi:10.1038/nmicrobiol.2017.67.
- Erick V. S. Motta, Kasie Raymann, Nancy A. Moran: Glyphosate perturbs the gut microbiota of honey bees. In: Proceedings of the National Academy of Sciences 115 (41), 2018; S. 10305–10310. doi:10.1073/pnas.1803880115.

## Belege
1. ↑  N. Zagorski: Profile of Nancy A. Moran. In: Proceedings of the National Academy of Sciences. 102. Jahrgang, Nr. 47, 2005, S. 16916–16918, doi:10.1073/pnas.0508498102, PMID 16286644, PMC 1288003 (freier Volltext).
2. 1 2  Nancy Moran University of Texas at Austin. In: web.biosci.utexas.edu. Abgerufen am 24. November 2017.
3. ↑  Waldan K. Kwong, Nancy A. Moran: Cultivation and characterization of the gut symbionts of honey bees and bumble bees: description of Snodgrassella alvi gen. nov., sp. nov., a member of the family Neisseriaceae of the Betaproteobacteria, and Gilliamella apicola gen. nov., sp. nov., a member of Orbaceae fam. nov., Orbales ord. nov., a sister taxon to the order 'Enterobacteriales' of the Gammaproteobacteria. International Journal of Systematic and Evolutionary Microbiology, Band 63, 6, 5. Oktober 2012, doi:10.1099/IJS.0.044875-0.
4. ↑  Publications, vollständige Publikationsliste von Nancy A. Moran, abgerufen am 6. März 2019.
5. ↑  Google Scholar Profile von Nancy A. Moran, abgerufen am 6. März 2019.